# Banovina Bosna
Banovina Bosna ali Bosanska banovina je bila srednjeveška država na Balkanu, večinoma na ozemlju današnje Bosne in Hercegovine . Nastala je sredi 12. stoletja in je s prekinitvami obstajala do leta 1377, ko je bila povzdignjena na raven kraljevine. Velik del njene zgodovine so zaznamovale geopolitične polemike okoli krščanskih verstev, ki so obstajale na ozemlju banovine, bosanske cerkve, katolicizma in pravoslavja. 

## Zgodovina

### Zgodnja zgodovina
Pod vplivom zunanjih ter notranjih političnih razmer (najpogosteje Bizanca) je tudi v Bosni začela razpadati rodbinsko-plemenska družba.  Tako je do konca 9. stoletja tedanja Bosna  postala država z razvitimi fevdalnimi značilnostmi. Od začetka 12. stoletja se pojavi bosanska aristokracija, ki je nastala iz rodovno-plemenskih starešin. Glede na gospodarsko moč se vladajoči sloj deli na: plemiče, gospode in gospodiče. Uživali so fevdalno posest, pridobljeno iz vojnih zaslug, pod pogojem, da po potrebi opravljajo vojaško službo. V primeru veleizdaje, tj. če se nanj ne odzove, bi imel vladar pravico odvzeti njegov fevd (posest). 
Bosanska posest se je razlikovala od posesti sosednjih dežel po tem, da je bila družinska nedeljiva last. Tudi večji del prebivalstva Bosne v tistem času so bili odvisni ljudje, med katere spadajo kmetje (podložniki) in pastirji (Vlahi) . Srednjeveška bosanska država začne svoj razvoj na območju Visoka, kjer se bo razvila županija Bosna in kasneje država Bosna, ki jo omenja Konstantin VII. Porfirogenet v svojem delu O upravljanju cesarstva. Ta država je poleg županije Bosna obsegala še naslednje županije: Vrhbosna (okrožje Sarajeva), Vidogošće (okrožje Vogošće, Ilijaša, Breze in Vareša), Trstivnica (Kakanj, Bobovac, Sutjeska), Lepenica (Fojnica, Kreševo, Kiseljak), Lašva (Travnik, Vitez) in Brod (na območju Zenice). Literatura jo imenuje tudi prvobitna Bosna.
Leta 1136 je ogrski kralj Bela II. po osvojitvi območja Zgornje Bosne ustvaril naziv bosanski ban, da bi svojemu sinu Ladislavu II. podelil častni naslov. V 12. stoletju so lokalni vladarji v banovini, ki se je nahajala v goratem in obrobnem območju Bosne, vse bolj delovali neodvisno in Ogrska in/ali Bizanc pogosto nista imela popolnega nadzora.
Ogrsk listine o Bosni iz leta 1137 potrjujejo, da je bila Bosna v začetku 12. stoletja samostojna država. V tem dokumentu je Bosna omenjena kot " bosnensis ducatus ".

### Prvi domači vladar in vladavina Kulina
Ban Borić se kot prvi lokalni vladar  pojavi leta 1154 kot madžarski vazal   ali zaveznik , ki je skupaj s silami ogrskega kralja sodeloval pri obleganju Braničeva.  Kasneje, leta 1167, je bil skupaj vpleten v vojno Ogrskega kraljestva proti Bizancu,  ki se je končala z umikom madžarske vojske iz okolice Beograda istega leta po bitki pri Sremu. Njegovo sodelovanje kaže, da je bila Bosna v tem obdobju del Madžarskega kraljestva. Madžari so priznali poraz in oblast nad Bosno, Dalmacijo in Hrvaško južno od Krke predali Bizantincem.  Bosna je nato od leta 1167 do 1180 postala del Bizantinskega cesarstva, a kot oddaljena država je bil nadzor nad njo verjetno le nominalen.
Po smrti Manuela I. Komnena leta 1180 je oblast nad Bosno prevzel ban Kulin  (1180 – 1204), ki se je v zavezništvu z ogrskim kraljem Belo III. in s pomočjo srbskega vladarja Štefana Nemanje in njegovega brata Miroslava, uspel osvoboditi bizantinskega vpliva. Uspel je zagotoviti mir, s katerim je bosanski ban spet postal nominalni vazal ogrskega kralja, čeprav ni bilo znakov večje madžarske prisotnosti v sami Bosni. Takrat so papeški odposlanci Kulina naslavljali kot vladarja Bosne. Kulina so sodobniki naslavljali kot velikega bosanskega bana, katerega tradicijo je nadaljeval njegov naslednik Matej Ninoslav.
V tem obdobju je bila Bosna ves čas vezana na Madžarsko. Ban Kulin je svojo oblast razširil na področje županij Soli in Usore, tako da je bila oblast vzpostavljena na celotnem območju reke Bosne. Leta 1189 je Kulin napisal prvo bosansko listino, znano kot Povelja Kulina bana, napisano v bosanski cirilici, ki je diplomatski dokument, ki je urejal trgovinske odnose med bosansko banovino in Dubrovniško republiko. Njegova vladavina je tudi sprožila polemike o avtohtoni bosanski cerkvi, cerkvi, ki sta jo katoliška in pravoslavna cerkev šteli za krivoversko. 

#### Krivoverje in zbor na Bilinom polju
Leta 1203 je veliki župan Raške Vukan Nemanjić obtožil bosanskega bana, da podpira krivoverce. Kulin je na Bilinu polju podpisal listino, v kateri trdi, da je bil vedno zvest katoličan in je s tem rešil Bosansko banovino pred zunanjimi posegi. Uspelo mu je rešiti bosansko škofijo znotraj dubrovniške nadškofije, izkazalo pa se je, da so bile napake, ki so jih priznavali Bosanci, predvsem posledica nepoznavanja in nepoznavanja predpisov, ne pa krivoverskih doktrin. Kulin je nato še enkrat potrdil svojo zvestobo Madžarom, čeprav je bila njihova oblast  v Bosni večinoma nominalna.
Kulin je umrl leta 1204, nasledil ga je njegov sin Štefan Kulinić, ki je podpiral katoliško cerkev bolj kot njegov oče, zaradi česar so leta 1232 uradniki bosanske cerkve odstavili njegovega sina in na njegovo mesto postavili Mateja Ninoslava. Istočasno je njegov bratranec Prijezda I. zapustil bosansko cerkev in se ponovno spreobrnil v katoliško vero. Leta 1234 je ogrski kralj Andrej II. dal bosansko banovino vojvodi Kolomanu. V tem času je zakoniti dedič Štefana, njegov sin Sibislav, usorski knez, začel napadati Ninoslava s ciljem prevzema celotne Bosne.

### Verski konflikti
Križarska vojna proti Bosni pod vodstvom vojvode Kolomana je trajala pet let. Papežev napad na Bosno je le še povečal podporo Ninoslavu, saj je le Sibislav stopil na stran papeža in križarske vojne. Ninoslav je 22. maja 1240 Dubrovniški republiki izdal edikt, v katerem je prosil za zaščito, če bi ga napadel srbski kralj Vladislav Nemanjić. Koloman je vodstvo bosanske banovine predal Prijezdi, ki se je uspel obdržati na oblasti dve ali tri leta. Tatari so leta 1241 vdrli na Ogrsko, zaradi česar se je Koloman moral umakniti iz Bosne, kar je Matej Ninoslav takoj izkoristil in ponovno vzpostavil oblast, kar je tudi Prijezdo prisililo v izgnanstvo na ogrskem dvoru. Ninoslav je bil kasneje vpleten v državljansko vojno, ki je izbruhnila na Hrvaškem med Trogirjem in Splitom. Po vrsti vojn je priključil Bosni Livno, županijo Neretva .
Leta 1252 je bosanski škof preselil svoj sedež v Đakovo v Slavoniji. S tem je rimska cerkev izgubila institucionalno povezavo z Bosno. Izpraznjeno mesto bosanskega škofa je zasedla bosanska cerkev.
Preostanek vladavine se je Ninoslav ukvarjal z notranjimi vprašanji v Bosni, njegova smrt okoli leta 1250 pa bo prinesla nove spopade za oblast. Končno je madžarski kralj Bela IV. osvojil Bosno in imenoval Ninoslavovega katoliškega bratranca Prijezdo za preganjanje članov bosanske cerkve. Leta 1253 so Madžari začeli še en pohod proti Bosni, vendar ni dokazov, da so dosegli središče banovine. Madžarsko kraljestvo je postavilo vazalne vladarje na severu v Usori in Solu, središče banovine v srednji Bosni in Vrhbosni pa je verjetno še vedno ostalo de facto neodvisno.

### Kotromaniči
Prijezda, začetnik dinastije Kotromanić, je imel bistveno manjše območje, ki mu je vladal kot Ninoslav, saj je ogrski kralj ločil severni pokrajini Usora in Soli od bosanske banovine. Ladislav IV., ogrski kralj, je to obmejno ozemlje podaril svojemu zetu, srbskemu kralju Dragutinu, istega leta pa je Prijezda uredil poroko svojega sina Štefana I. z Dragutinovo hčerko Elizabeto. Ta poroka bo imela v prihodnosti velike posledice, kajti od tedaj naprej so imeli potomci Štefana in Elizabete pravico do srbske krone.  Prijezda je leta 1287 zaradi starosti odstopil z oblasti in svoje zadnje dni preživel na posestvu v Zemljeniku.
Ogri so v začetku 13. stoletja ponovno vzpostavili svojo oblast nad Soli, Usor in San, območje, ki mu je Prijezda vladal kot madžarski vazal, pa bi lahko bilo v severnih predelih današnje Bosne med rekama Drino in Bosno. Južni del je ostal neodvisen, vendar njegov vladar, Ninoslavov naslednik, ni omenjen. Nasledil ga je Prijezda II. ki bo samostojno vladal od 1287 do 1290, kasneje pa skupaj z bratom Štefanom I.

### Šubići in Štefan II. Kotromanić
Od leta 1302 do 1322 je vladala hrvaška fevdalna družina Šubić. Pavel I. Šubić je izkoristil razdrobljenost fevdalnih vladarjev zavzel oblast nad celotno Bosno in postal njen gospodar. Tako stanje je trajalo do bitke pri Bliski, ko je bil ujet Mladen II., ogrski kralj Karel I. Robert pa je oblast nad banovino vrnil Kotromaničem.  Štefan II. Kotromanić je bil bosanski ban od leta 1314, a v resnici pod nadzorom Mladena II. do njegovega ujetja, njegova dejanska oblast nad banovino pa je trajala od leta 1322 do 1353 skupaj z bratom Vladislavom.
V času njegove vladavine je bosanska banovina dobila izhod na Jadransko morje. Leta 1326 je Štefan II. Humsko regijo ločil od Srbije   in s tem dobil dostop od izliva Neretve do Konavel. Po smrti srbskega kralja Uroša II. leta 1321 si je Milutin prilastil Usoro in leta 1324 Soli. Uspelo mu je znatno povečati ozemlje, ki mu je vladal, in s tem dosegel neodvisnost, ki so jo priznali okoliški vladarji.  V času njegove vladavine je bil leta 1342 ustanovljen frančiškanski vikariat,  območje, ki mu je vladal, pa je obsegalo vse tri cerkve: bosansko, katoliško in pravoslavno.
Štefan II. je zadnja leta svoje vladavine preživel v miru, z izjemo manjših sporov z Dubrovniško republiko in Benetkami zaradi izropanih karavan v Bosni. Umrl je 28. septembra 1353 in bil pokopan v frančiškanskem samostanu v Milah pri Visokem. Leta 1354 se prvič omenja posestno telo - stanove »vseh dežel Bosne in Dolnjih krajev ter Zagorja«, ki so predstavljali politično telo bosanskega plemstva.

### Mladi ban Tvrtko
Tvrtko, sin Štefanovega brata in sovladarja Vladislava, je bil ob stričevi smrti star 14 let, zato je bil Vladislav na oblasti kot regent, medtem ko je Tvrtko z materjo Jeleno Šubić potoval po banovini in urejal odnose s svojimi vazali. Po Vladislavovi smrti leta 1354 je Jelena postala regentka, ki je takoj odpotovala na Ogrsko, da bi pridobila soglasje Ludvika I. za mladega bana. Takoj po vrnitvi je imela sestanek v Milah, kjer je dobila potrditev vseh posesti in privilegijev vladarja »vse Bosne, Spodnjih krajev, Zagorja in Huma«.
Čeprav se je na začetku svojega vladanja Tvrtko okrepil,  je leta 1363 izbruhnila vojna z Ogrsko.  Dejanski vzrok vojne ni znan, vendar Ludvik sam piše v listini, da je zadolžil ostrigonskega nadškofa Nikolo in palatina Nikolo Konto, da osvojita »Usor« in iz Bosne iztrebita »nešteto množic heretikov in patarenov", medtem ko je v dokumentih Ivana Arhidiakona iz Kikileje zapisano, da jih je Ludvik poslal, "da uničijo predrznost nekaterih upornikov".
Ludvik je najprej napadel Spodnje kraje, območje z razdeljenim plemstvom, kjer so nekateri podpirali Tvrtka, drugi pa madžarskega kralja. Vlatko Vukoslavić se je postavil na stran Ludvika in predal trdnjavo v Ključu, Vukac Hrvatinić pa je uspel obraniti trdnjavo Soko grad v županiji Pliva. Mesec dni kasneje je bila napadena tudi Usora, ki jo je napadla velika kraljeva vojska, vendar se je trdnjava v Srebreniku uprla napadom in celo uspela zapleniti kraljev pečat. To je bila Tvrtkova prva zmaga proti ogrskemu kralju, ki se je s svojo vojsko vrnil na Ogrsko. Enotnost bosanskih vladarjev ni trajala dolgo, saj so februarja 1366 strmoglavili Tvrtka  in na njegovo mesto postavili njegovega mlajšega brata Vuka.
Tvrtko je pobegnil na ogrski dvor, kjer ga je sprejel ogrski kralj, njegov včerajšnji sovražnik. Tvrtko je ponovno sprejel madžarsko suverenost in prejel pomoč iz Ogrske in se marca 1366 vrnil v Bosno. Do konca meseca je ponovno pridobil nekaj delov svoje države, vendar ne vseh. Imel je podporo gospodarjev Spodnjih krajev. V ta spopad so se vključili različni plemiči, ki so pogosto menjavali strani. Najpomembnejši prebežnik v tem spopadu je bil Sanko Miltenović, vodilni humski magnat, pod čigar oblastjo je bil velik del Huma med Nevesinjem in Konjicem ter obalo. V drugi polovici leta 1367 se je poravnal s Tvrtkom  in sklenjen je bil mir, v katerem je Sanko obdržal svoje posesti, vendar je ponovno priznal Tvrtkovo oblast.
Do konca leta 1367 je Tvrtko dobil nazaj svojo banovino, Vuk pa je bil v izgnanstvu, iz katerega je iskal pomoč od zunaj, zlasti pri papežu, ki je pozval k križarski vojni proti Bosni. Ker je bila tokrat Ogrska na Tvrtkovi strani, križarske vojne ni bilo in vse do 1374. Vuk se je s Tvrtkom poravnal.  V naslednjih letih je Vuk ostal v Bosni kot mlajši ban; edine sledi njegove prisotnosti iz teh let so listine, ki jih je odobril. Do začetka 1370-ih let 14. stoletja se je Tvrtko tako okrepil, da se je začel vpletati v spopade med srbskim plemstvom.

#### Razširitev
V zavezništvu s knezom Lazarjem je Tvrtkuuspelo strmoglaviti Nikolo Altomanovića in se polastiti velikega dela njegovih ozemelj. Na ta način je postal sosed Balšićem, gospodarjem Zete in zgornje Albanije. Po smrti bratov Mrnjavčevićev v bitki na reki Marici so Balšići razširili svojo oblast še na Peč in Prizren. Koristilo jim je tudi strmoglavljenje Nikole Altomanovića, ki je obvladal zaledje Dubrovnika (Trebinje, Konavlje in Dračevico). 
V začetku leta 1377 (januarja ali v prvi polovici februarja) jim je zavzel Trebinje, Konavle in Dračevico. Poleg tega je zavzel preostalo obalo med Boko Kotorsko in ozemljem, ki ga je zavzel leta 1377. Tvrtko je tako postal gospodar jadranske obale med Kotorjem in Dubrovnikom (brez teh dveh mest). Ta osvajanja, zlasti tista ob Drini in Limu, so povečala delež pravoslavnih (srbskih) duhovnikov, redovnikov, vernikov in cerkva pod oblastjo bosanskega vladarja. Tvrtko se je imel kot gospodar dela nekdanjih Nemanjičevih posesti za edinega zakonitega dediča.

#### Kronanje
Tvrtko je zaradi krvne povezanosti z Nemanjiči prevzel naslovno vladarsko ime Štefan, saj se je zaradi vpliva iz Srbije začela bizantinizacija naslovov na bosanskem dvoru.  Iz njegovega naslova je razvidno, na kakšni podlagi je vzpostavil legitimno pravico do izpraznjene srbske krone: kralj Srbije, Bosne, Pomorja, Humske zemlje, Spodnjih krajev, Zapadne Strani, Usore in Podrinja. Dubrovčani so Tvrtku priznali naslov in mu začeli izplačevati Svetodmitarski dohodek. Njegove obveznosti do preostalih srbskih deželnih gospodov niso obstajale, zato v virih ni podatkov o sprejetju ali nesprejemanju Tvrtkovega položaja med srbskimi deželnimi gospodi in Srbsko pravoslavno cerkvijo.
Leta 1377 je bilo kronanje Tvrtka I. Ni enotnega mnenja, kje je bilo kronanje (Mileševo ali Mile pri Visokem) ali kakšna je bila narava kronanja (enkrat z dvema kronama ali dvakrat), pa tudi o osebi kronatorja (dedek bosanske cerkve, frančiškanski vikar ali pravoslavni metropolit). V srbskem zgodovinopisju na splošno velja, da je samostan v Mileševi izvor Orbinijevega kraljestva Slovanov, medtem ko večina hrvaških in bosanskih zgodovinarjev po zgodovinsko-arheoloških raziskavah zagovarja kronanje v Miljah pri Visokem.  S kronanjem Tvrtka se je rodila Kraljevina Bosna.

## Seznam bosanskih banov
- Borić (1154–1163)
- Kulin Ban (1180–1204)
- Stjepan Kulinić (1204–1232)
- Matej Ninoslav (1232–1250)
- Priezda I. (1250–1287)
- Stjepan I. Kotromanić (1287–1314) (skupaj s Prijezdo II . 1287–1290, vazalni ban 1290–1314)
- Priezda II (1287–1290)
- Mladen I. Šubić Bribirski (1302–1304)
- Mladen II. Šubić (1304–1322)
- Stjepan II. Kotromanić (vazal 1314–1322, samostojen 1322–1353)
- Stjepan Tvrtko I. Kotromanić (1353–1377)